# Capa de hielo de la Antártida occidental

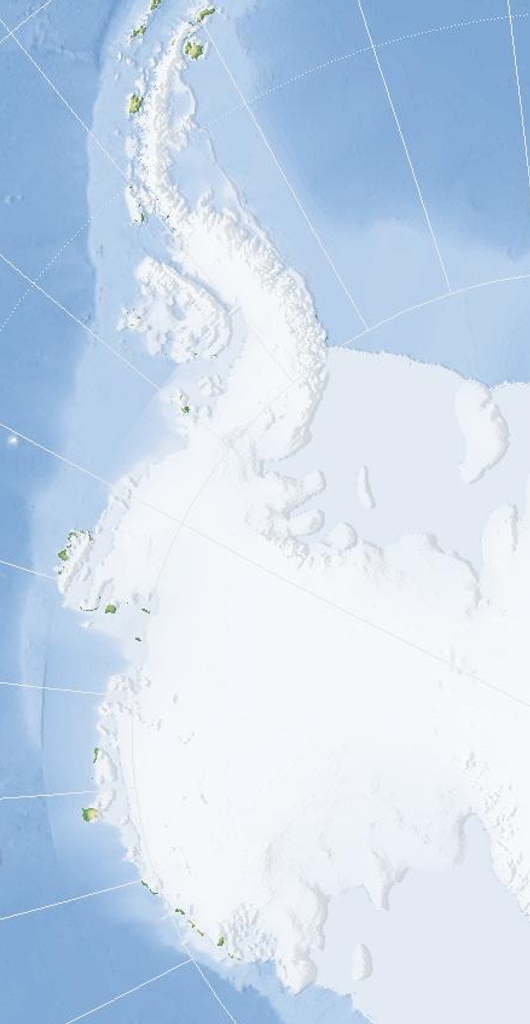
Mapa de la Antártida Occidental.

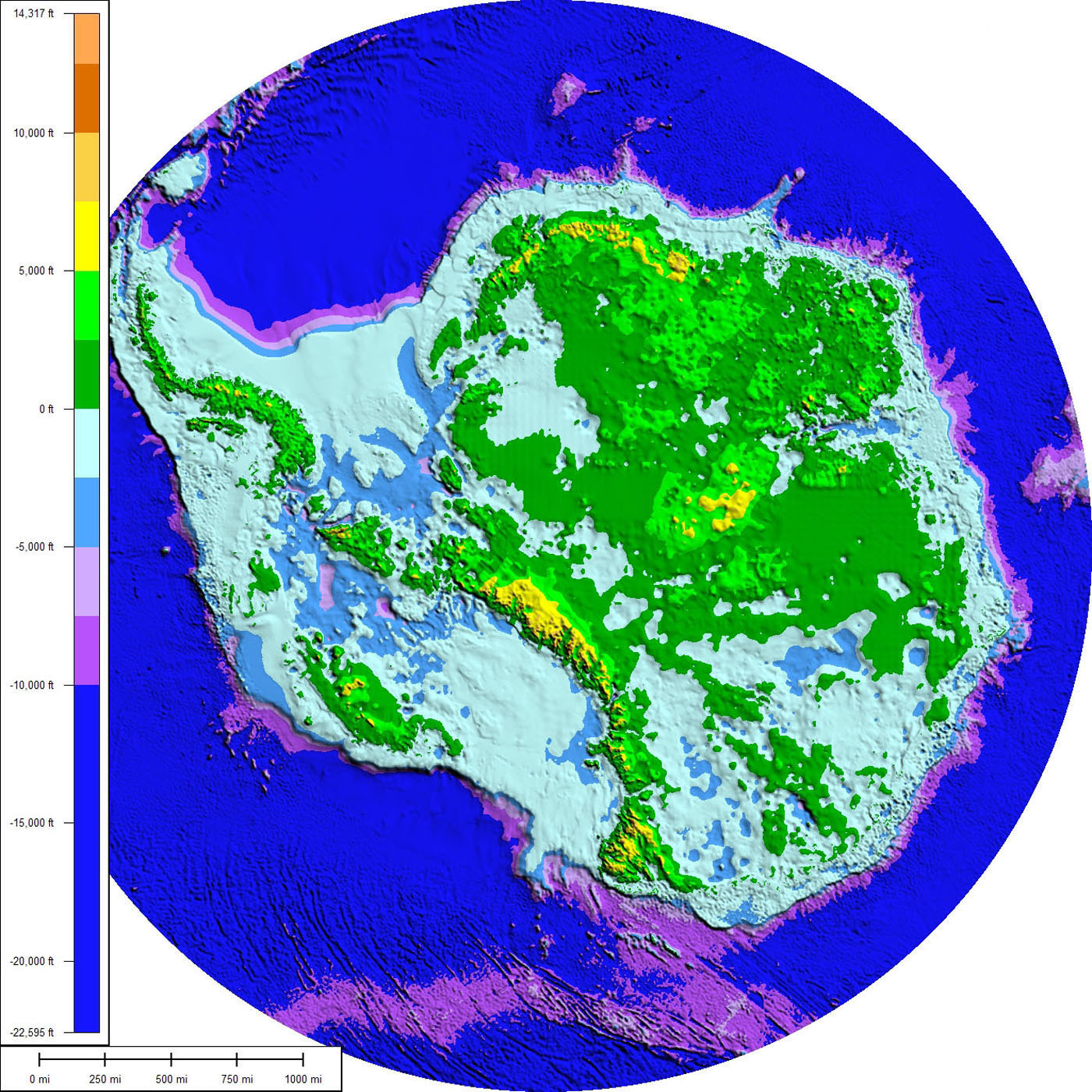
Mapa topográfico y batimétrico de la Antártida sin sus capas de hielo, suponiendo niveles constantes del mar y sin ajuste postglacial

La capa de hielo de la Antártida Occidental (WAIS por sus siglas en inglés Western Antarctic Ice Sheet) es el segmento de la capa continental de hielo que cubre la Antártida Occidental (o Menor), la porción de la Antártida en el lado de las Montañas Transantárticas que se encuentra en el Hemisferio Occidental. El WAIS está clasificado como una capa de hielo de base marina, lo que significa que su lecho se encuentra muy por debajo del nivel del mar y sus bordes fluyen a las plataformas flotantes de hielo. El WAIS está delimitado por la Barrera de hielo Ross, la Barrera de hielo Filchner-Ronne y los glaciares de salida que desembocan en el mar de Amundsen.
Se estima que el volumen de la capa de hielo antártica es de aproximadamente 25,4 millones de km³ (6,1 millones de cu), y el WAIS contiene algo menos del 10% de esto, o 2,2 millones de km³ (530,000 cu mi). El peso del hielo ha causado que la roca subyacente se hunda entre 0.5 y 1 kilómetros (0.31 y 0.62 millas) en un proceso conocido como depresión isostática.
Bajo la fuerza de su propio peso, la capa de hielo se deforma y fluye. El hielo interior fluye lentamente sobre la roca madre. En algunas circunstancias, el hielo puede fluir más rápido en una corriente de hielo, separadas por crestas de hielo que fluyen lentamente. Las crestas entre las corrientes se congelan en la cama, mientras que la capa debajo de las corrientes de hielo se compone de sedimentos saturados de agua. Muchos de estos sedimentos se depositaron antes de que la capa de hielo ocupara la región, cuando gran parte de la Antártida Occidental estaba cubierta por el océano. El flujo rápido de la corriente de hielo es un proceso no lineal aún no completamente comprendido; las transmisiones pueden comenzar y detenerse por razones poco claras.
Cuando el hielo llega a la costa, ya sea terneras o continúa fluyendo hacia afuera sobre el agua. El resultado es una gran plataforma de hielo flotante fijada al continente.

## Calentamiento
La capa de hielo de la Antártida Occidental (WAIS) se ha calentado en más de 0.1 °C (0.18 °F) / década en los últimos cincuenta años, y el calentamiento es más fuerte en invierno y primavera. Aunque esto se ve parcialmente compensado por el enfriamiento de otoño en la Antártida Oriental, este efecto se limitó a los años ochenta y noventa. La tendencia promedio de la superficie del continente a la temperatura de la Antártida es positiva y estadísticamente significativa a > 0.05 °C (0.090 °F) / década desde 1957. Este calentamiento de WAIS es más fuerte en la Península Antártica. En 2012, los registros de temperatura de la capa de hielo se volvieron a analizar con la conclusión de que, desde 1958, la capa de hielo de la Antártida Occidental se había calentado 2,4 °C (4.3 °F), casi el doble de la estimación anterior. Algunos científicos ahora temen que el WAIS ahora podría colapsar como lo hizo la Barrera de hielo Larsen en 2002.
El posible resultado desastroso de una desintegración de la WAIS para los niveles mundiales del mar se ha mencionado y evaluado en el Tercer Informe de Evaluación del IPCC, pero no se incluyó en el Cuarto Informe de Evaluación del IPCC. Jessica O'Reilly, Naomi Oreskes y Michael Oppenheimer discutieron el caso en un documento de Estudios Sociales de la Ciencia 2012. Según ellos, los autores del IPCC estaban menos seguros sobre la posible desintegración de WAIS no solo debido a los nuevos resultados científicos externos. Además, razones internas "culturales" puras, como los cambios de personal dentro del IPCC y externamente, hicieron que fuera demasiado difícil proyectar el rango de futuros posibles para el WAIS según fuera necesario. Mike Hulmevimos el problema como un escaparate para instar a la integración de puntos de vista minoritarios en el IPCC y en otros importantes procesos de evaluación.

## Volcanes
En 2017, los geólogos de la Universidad de Edimburgo descubrieron 91 volcanes ubicados a dos kilómetros por debajo de la superficie helada, por lo que es la región volcánica más grande de la Tierra.